# Leopold von Casselmann
Leopold Casselmann, ab 1907 Ritter von Casselmann, (* 29. Juni 1858 in Fischbeck; † 23. Mai 1930 in Bayreuth) war ein deutscher Politiker. Als Mitglied der Nationalliberalen Partei saß er im Reichstag (Deutsches Kaiserreich) und in der Kammer der Abgeordneten (Bayern). Er amtierte von 1900 bis zu seinem Rücktritt 1919 als Oberbürgermeister der Stadt Bayreuth.

## Leben
Casselmann wurde 1858 in Fischbeck im Kurfürstentum Hessen geboren. Sein Vater zog 1871 als Kreissekretär des Landwirtschaftlichen Vereins nach Bayreuth, wo Leopold die Königlich Bayerische Studienanstalt absolvierte. Er studierte an der Philipps-Universität Marburg, der  Friedrich-Wilhelms-Universität zu Berlin und der Ludwig-Maximilians-Universität München Rechtswissenschaft. In München wurde er 1880 im Corps Isaria aktiv. Das Studium schloss er als Dr. iur. ab. Er wurde 1883 Reserveoffizier und war ab 1886 in Bayreuth als Rechtsanwalt tätig.
Im Jahr 1891 wurde Casselmann städtischer Magistratsrat sowie als Vertreter der Nationalliberalen Partei und Nachfolger Friedrich von Feustels in den Reichstag gewählt. Nach dem Tod Theodor von Munckers wählte ihn der Stadtrat 1900 zum rechtskundigen Bürgermeister. Am 21. Dezember 1907 wurde er durch die Verleihung des Ritterkreuzes des Verdienstordens der Bayerischen Krone in den persönlichen Adelsstand erhoben und erhielt gleichzeitig den Titel Oberbürgermeister.
Der erzkonservative Casselmann galt als Todfeind der Sozialdemokratie, er war Politiker in einer Stadt, die in eine Zweiklassengesellschaft geteilt war. Dank eines Wahlrechts, das an den Besitz des Bürgerrechts gekoppelt war und die Wahlberechtigung an hohe Gebühren knüpfte, waren die Arbeiter weitgehend, Frauen und Soldaten gänzlich vom kommunalen politischen Leben ausgeschlossen. Mitbürger „sozialdemokratischer Gesinnung“ konnten als „nicht unbescholtene Bürger“ weder Mitglied des liberalen Bürger-Vereins Bayreuth werden noch in die Freiwillige Sanitätskolonne des Roten Kreuzes eintreten.
1897 wurde er in die Kammer der Abgeordneten (Bayern) berufen, wo er als Führer der nationalliberalen Fraktion 1917 zum Vizepräsidenten ernannt und wenige Tage vor dem 8. November 1918 als Justizminister designiert wurde. Die Novemberrevolution setzte jedoch seiner politischen Laufbahn ein Ende. Am 4. November 1913 hatte er gemeinsam mit Ludwig Giehrl im Auftrag der Zentrumspartei den bayerischen König Otto aufgesucht, um sich ein Bild von dessen geistiger Verfassung zu machen. Aufgrund des Berichts der beiden Parlamentarier wurde der Monarch für regierungsunfähig erklärt.
In der Nacht zum 9. November 1918 wurde in der Stadt ein Arbeiter- und Soldatenrat gegründet, der aber den stark konservativ geprägten Magistrat wie auch Casselmann als Oberbürgermeister in Amt und Würden beließ. Jener erklärte offen, er könne als Monarchist nicht über Nacht Republikaner werden, da er kein „Gesinnungslump“ sei. Einen Tag nach Ausbruch des Speckputsches in Bayreuth reichte er am 18. Februar 1919 sein Rücktrittsgesuch ein und trat am 30. Juni 1919 offiziell zurück.
Bei seinem Rücktritt verlieh ihm der Bayreuther Stadtrat das Ehrenbürgerrecht und die goldene Ehrenbürgermünze. 1924 gehörte er zu den Gründern der Nationalliberalen Partei in Bayern (NLP), die sich 1927 mit der DNVP vereinigte. Als Pensionär verblieb von Casselmann in Bayreuth und verstarb dort am 23. Mai 1930. Er war Mitglied der Bayreuther Freimaurerloge Eleusis zur Verschwiegenheit. Im Bayreuther Spinnereiviertel wurde 1920 die vormalige Heustraße ihm zu Ehren in Casselmannstraße umbenannt.

## Gedruckte Vorträge
- Die Reden des Abgeordneten Casselmann des Präsidenten Josef Wagner des Rechtsanwaltes Thoma auf der anläßlich der Sitzung des Landesbausschusses abgehaltenen öffentlichen Parteiversammlung am 7. Januar 1905. Nürnberg 1905.
- Zum Kampf gegen das Zentrum u. seine Verbündeten : Richtlinien zum Landtagsvahlkampf von Casselmann ; nach einer Rede ... 21. Januar 1912 in Gunzenhausen. Nürnberg 1912.
- Ein Tag der Abrechnung : Rede des Landtagsabgeordneten Dr. Casselmann in der Sitzung der Kammer der Abgeordneten vom 21. März 1912. (Nach dem Bericht der „Münchner Neuesten Nachrichten“ vom 22. März 1912).

## Ehrungen
- Königlicher Geheimer Rat

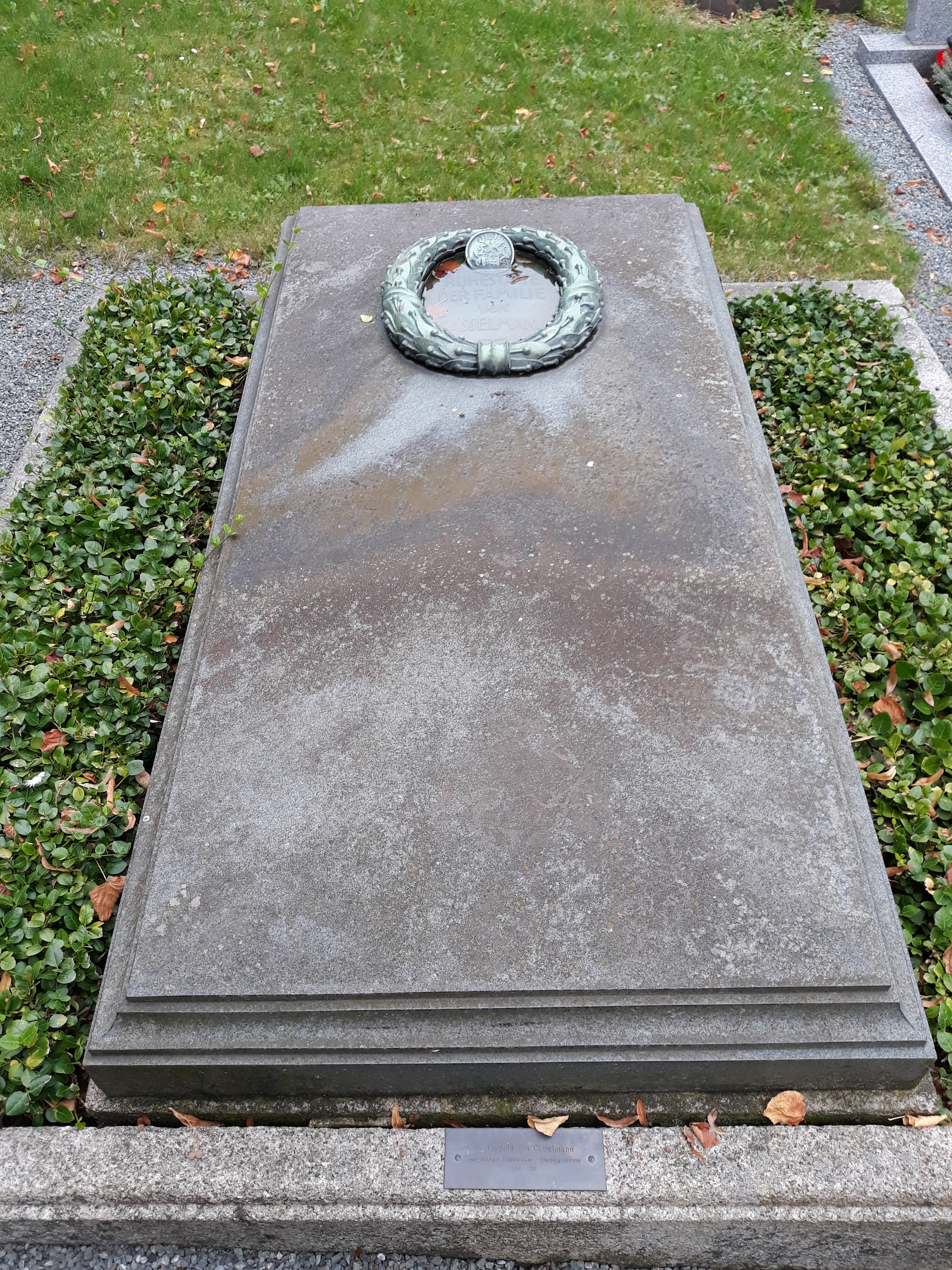
Casselmanns Grab in Bayreuth

- 1907 Verdienstorden der Bayerischen Krone, Ritter
- Inhaber verschiedener bayerischer, preußischer, hessischer, anhaltischer und bulgarischer Orden
- Eisernes Kreuz am weißen Bande
- Orden vom Roten Kreuz
- Ehrenbürger der Stadt Bayreuth
- Straßenbenennung in Bayreuth